# Iogatch
Iogatch (en russe : Иога́ч) est un village de la république de l'Altaï, dans le raïon de Tourotchak en Russie. Sa population s'élevait à 1263 habitants en 2021. Le village fait partie avec le village voisin d'Artybach, le village de Iaïliou et d'un autre village de la commune rurale d'Artybach.

## Toponyme
Iogatch vient de l'altaï « yagach », dont la racine provient du mot pour dire « écorce de bouleau » en altaï.

## Géographie

### Situation

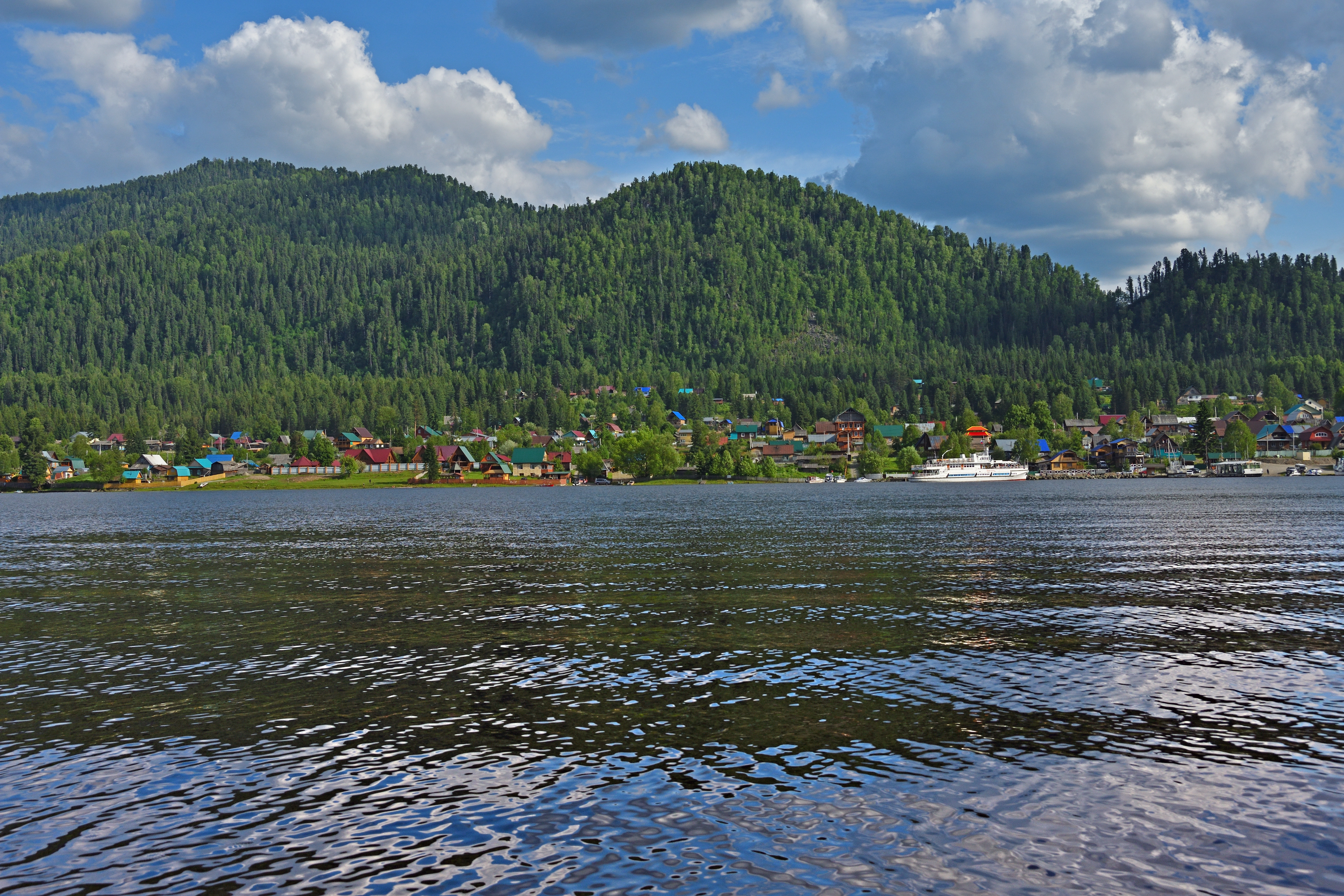
Village avec la taïga

Le village se situe à la toute fin de la confluence entre le lac Teletskoïe et la rivière Iogatch, qui donnent naissance à la Biia. Le village se situe sur la rive gauche du lac, en face du village d'Artybash. L'altitude au niveau du lac est de 432 m. Iogatch est entouré par la taïga, et le mont Kebetek (aussi nommé Keitek), haut de 1 156 m se dresse au sud du village. 
Le village est à 91 km à vol d'oiseau de Gorno-Altaïsk et à 3 230 km de Moscou. 

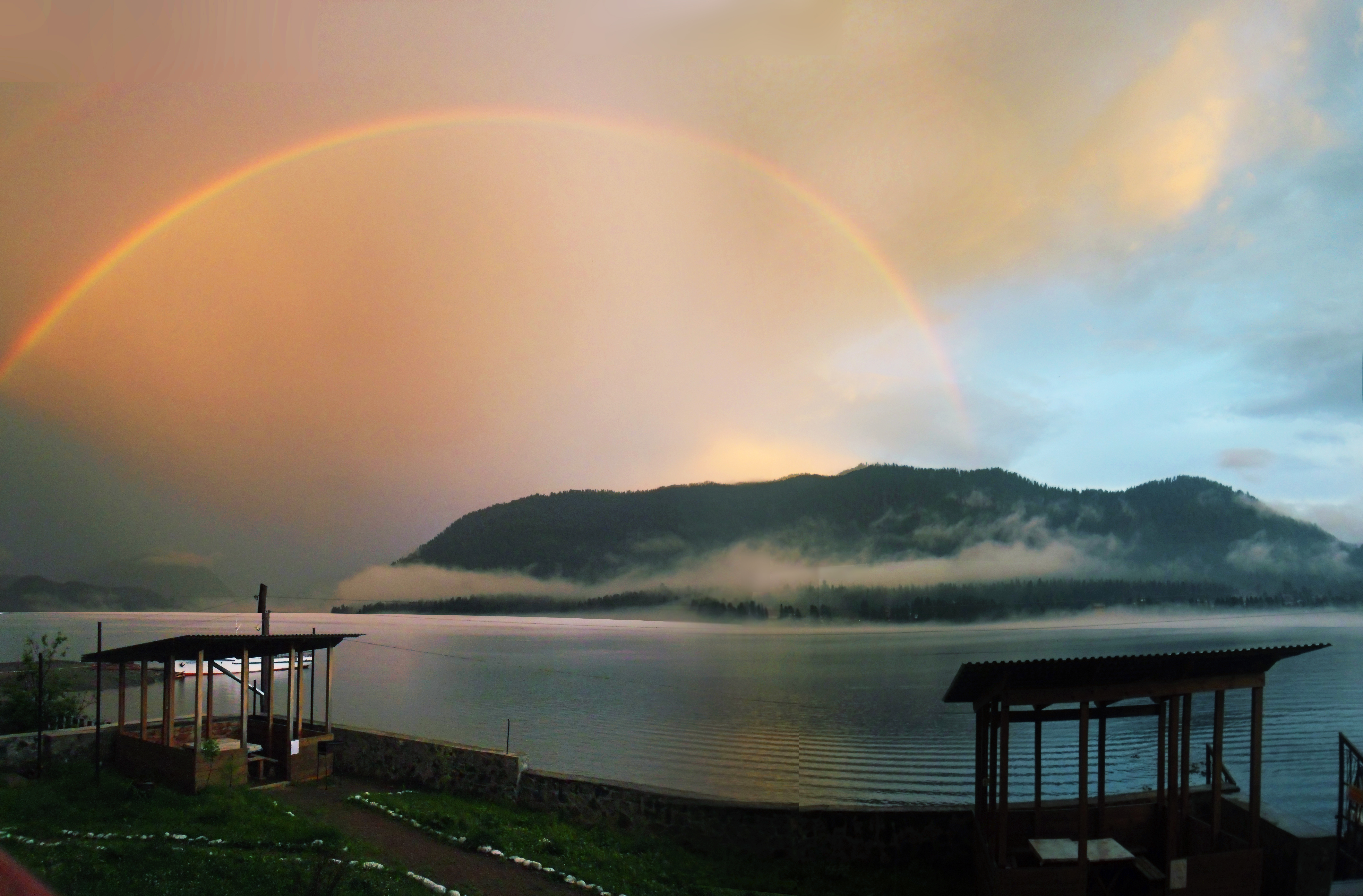
Partie du mont Kebetek.

### Localités limitrophes
Le village le plus proche est Artybach de l'autre côté de la rive. Novo-Troïtsk est à 10 km à l'ouest-ouest-sud.
|              | Artybach | Lac Teletskoïe |
|              | Iogatch  |                |
| Novo-Troïtsk |          |                |

### Climat
Le climat de Iogatch est classifié en tant que Dfb par la classification de Köppen. L'amplitude des précipitations est de 147 mm, celle des températures est de 32 °C.
| Mois                                | jan.  | fév.  | mars  | avril | mai | juin | jui. | août | sep. | oct. | nov.  | déc.  | année |
| ----------------------------------- | ----- | ----- | ----- | ----- | --- | ---- | ---- | ---- | ---- | ---- | ----- | ----- | ----- |
| Température minimale moyenne (°C)   | −19,7 | −17,6 | −10,9 | −4,2  | 1,5 | 8,9  | 11   | 9,2  | 3,7  | −2,8 | −10,7 | −17,2 | −4,07 |
| Température moyenne (°C)            | −15,6 | −12,3 | −5,1  | 1,7   | 8,1 | 14,9 | 16,4 | 14,8 | 9,2  | 1,6  | −6,6  | −13,3 | 1,15  |
| Température maximale moyenne (°C)   | −11,3 | −6,9  | 0,7   | 7,5   | 14  | 20   | 21,1 | 19,8 | 14,5 | 6,4  | −2,6  | −9,4  | 6,15  |
| Précipitations (mm)                 | 41    | 40    | 64    | 114   | 154 | 168  | 187  | 171  | 136  | 112  | 94    | 63    | 1 344 |
| Nombre de jours avec précipitations | 7     | 6     | 8     | 11    | 12  | 13   | 15   | 13   | 11   | 10   | 11    | 10    | 139   |
| Humidité relative (%)               | 72    | 69    | 67    | 67    | 67  | 74   | 78   | 76   | 72   | 74   | 78    | 75    | 76,58 |

## Histoire
Les premiers Européens à fouler la région font partie d'une expédition ordonnée par Catherine II de Russie en 1786. Cependant, la terre n'intéresse personne, jusqu'en 1907 quand des altaïens obtiennent le droit de commercer des animaux et des noix sur le territoire actuel du village et ses environs. La même année, des gisements houillers sont découverts au sud de l'actuel village.
Malgré la découverte, il faut attendre 1920 pour que des travaux de prospections soient faits, qui dureront jusqu'en 1958.
En 1930, des Finlandais s'installent sur les bords du lac pour la pêche, mais leurs chaluts ne sont pas assez résistants, et deux des trois coulent. Ils abandonnent alors, et relaissent à la nature le terrain.
En 1936, une usine de plantes médicinales est construite, qui sera en activité pendant deux ans.
Ce n'est qu'en 1951 qu'une activité voit le jour pour durer, une usine de bois est construite, et afin de loger les employés commence la planification du village. Ainsi dès 1952, des maisons, une scierie et une station forestière sont construites dans le village et la même année Iogatch reçoit le statut d'établissement rural.
En 1955, alors que le village possède déjà plus d'une trentaine de bâtiments dont une école, l'entreprise forestière Iogatchsky est créée, afin d'exploiter le cèdre de la taïga, et même si les prévisions de productions se révèlent surestimées, le village continue de se développer avec en 1958 un dispensaire et des magasins.
En 1963, un pont en bois est construit entre Iogatch et Artybash.
En 1970, l'activité touristique voit le jour à Iogatch avec la création de deux sentiers de randonnée. Mais malgré la naissance du tourisme, l'activité économique reste centrée autour du bois et en 1979, le village accueille la conférence panrusse des travailleurs forestiers.
Iogatch ne subit que peu les effets de la dislocation de l'URSS, l'industrie forestière continuant son activité dans le village en employant la majorité de la population. 
En 2002, un pont en béton armé remplaçant l'ancien pont est construit, reliant Iogatch à Artybash.

## Population
Estimations de la population,, :
| 1989  | 2002  | 2010* |
| ----- | ----- | ----- |
| 1 497 | 1 324 | 1 289 |

| 2012  | 2013  | 2014  |
| ----- | ----- | ----- |
| 1 291 | 1 286 | 1 313 |

| 2015  | 2016  | 2021* |
| ----- | ----- | ----- |
| 1 319 | 1 322 | 1 263 |

## Économie

### Tourisme

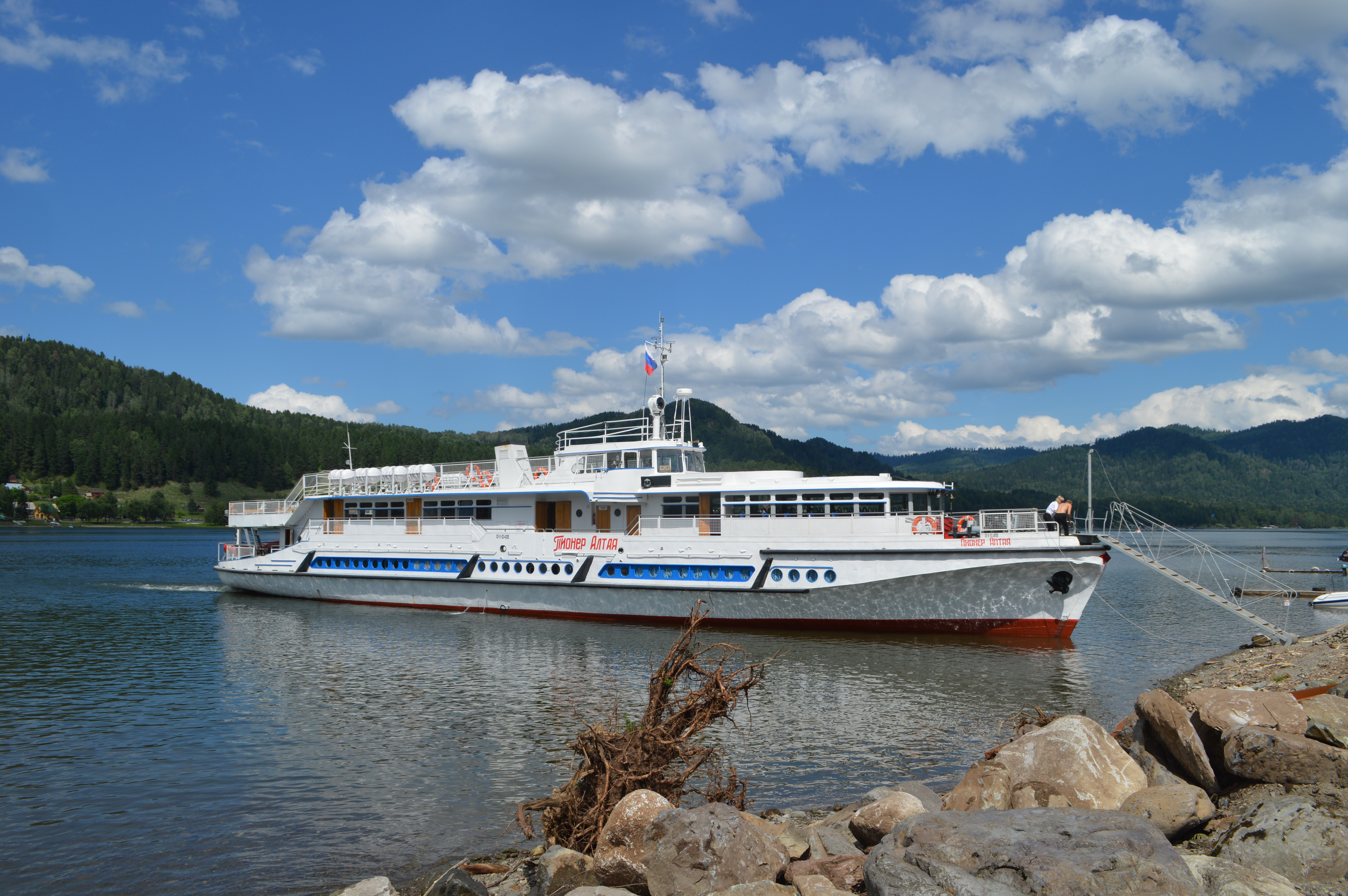
Navire d'excursion sur le lac

Le tourisme s'est principalement développé pendant les dernières décennies, et le village compte plus de 100 infrastructures de loisirs. Hormis le ski, la randonnée est l'activité prédominante de Iogatch.

#### Ski
Il y a depuis l'ouverture le 28 novembre 2015 le complexe de ski du lac Teletskoïe, situé à 5 km au sud du village. La station a été créée sur le versant nord du mont Kokuya, qui culmine à 1 386 m. La construction a commencé en 2008, avec un investissement supérieur à 100 millions de roubles, et a été ouvert en 2015 avec 2 ans de retard. 
Il y a deux télésièges permettant de monter au sommet ainsi qu'un téléski menant à 770 mètres d'altitude. La station dispose de 4 pistes bleues, de 2 rouges et une noire,.

### Patrimoine naturel
- Lac Teletskoïe (activités de pêche, rafting, plongée, excursions), site classée de l'Unesco au sein du site des montagnes dorées de l'Altaï.Lac Teletskoïe

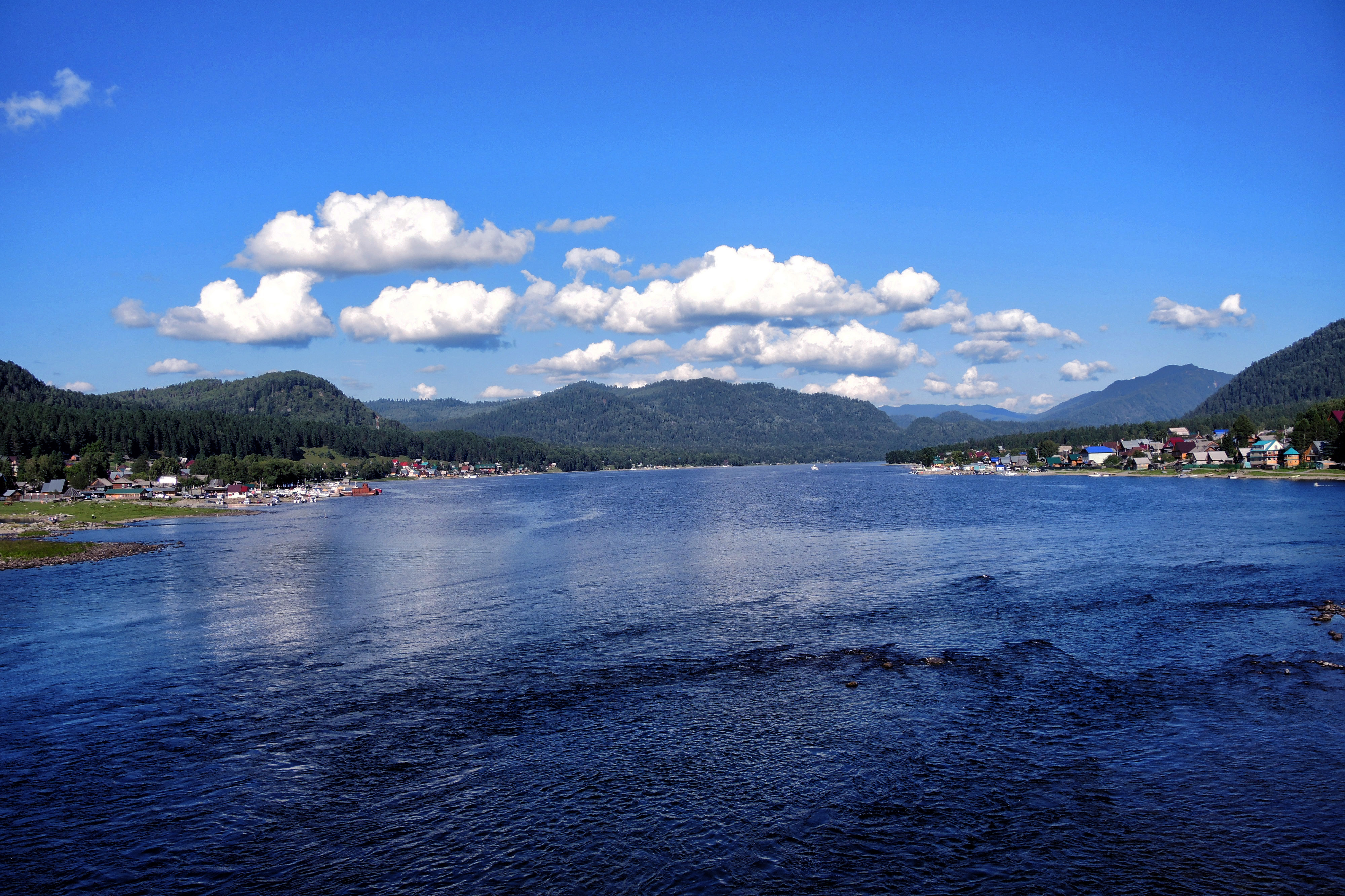
Lac Teletskoïe

- Cascades autour du lac dont celle de Chedor

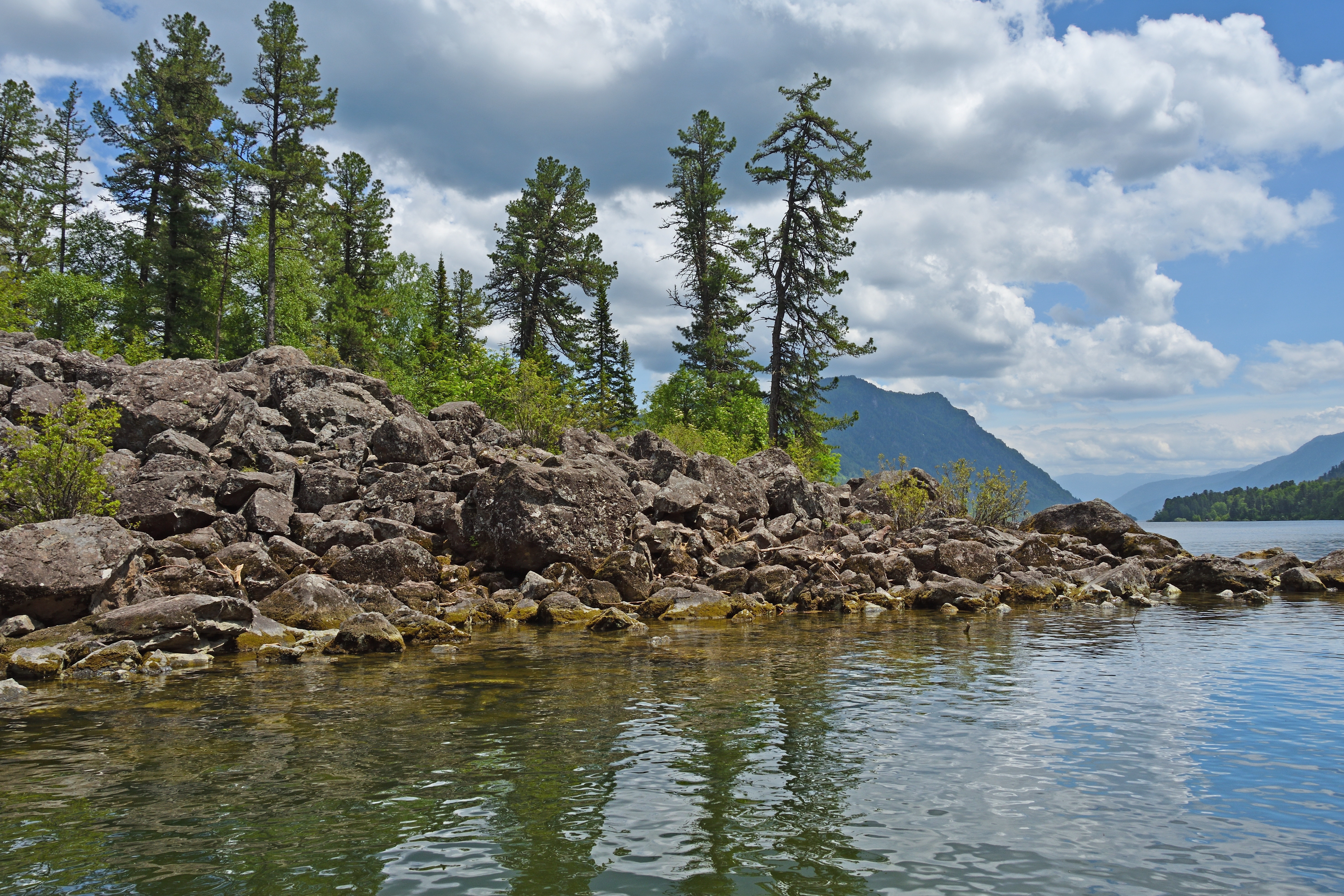
Baie de pierre.

- Baie de pierre.Baie de pierre, une petite baie qui aurait été formée par un cratère de météorite[10]

## Transport
Le village est relié au réseau routier russe par un pont traversant le lac vers Artybash. Ce pont est connecté à la route 84K-11, qui, en devenant la route 01K-11, va jusqu'à Biïsk. Une liaison de bus existe entre Baranoul, Gorno-Altaïsk et Artybash.
L'aéroport et la gare les plus proches sont tous les deux à Gorno-Altaïsk.

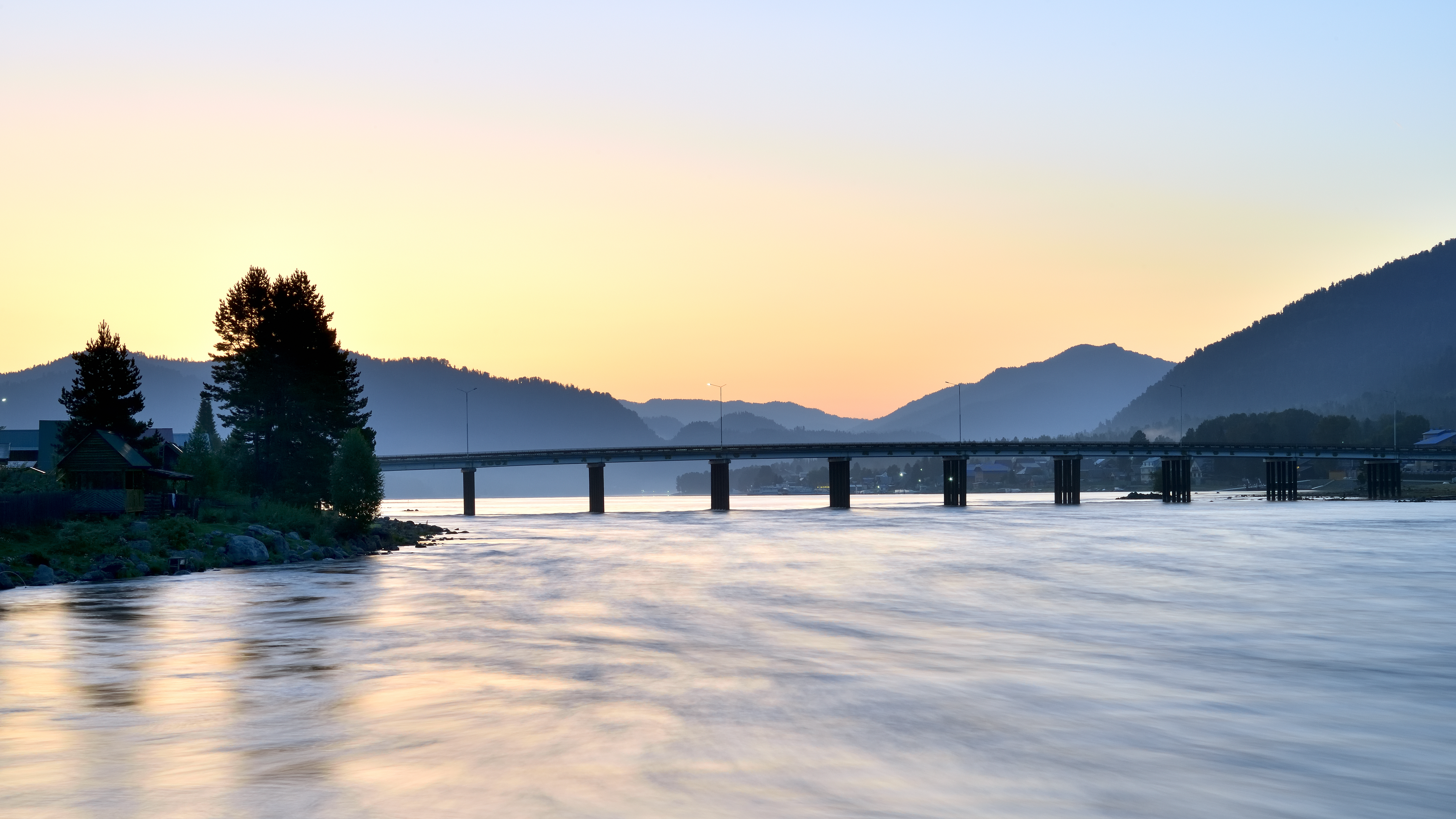
Pont entre Artybash et Iogatch